# Burg Taubenberg (Breitau)
Als Burg Taubenberg wird eine namenlose, langgestreckte rechteckige abgegangene frühmittelalterliche Höhenburganlage einer vermutlichen Wallburg südwestlich von Breitau, heute Gemeindeteil von Sontra, im nordhessischen Werra-Meißner-Kreis bezeichnet.
Von der Burganlage, die erst Ende des 20. Jahrhunderts wiederentdeckt wurde, ist heute nur noch ein meist stark verflachtes Wall-Graben-System erhalten. Funde von keramischen Bruchstücken aus der Keltenzeit lassen vermuten, dass schon vor der Zeitenwende Bewohner nahe gelegener Wohnstätten hier eine Fluchtburg errichtet und sie wiederholt aufgesucht haben.
Die noch sichtbaren Reste einer Wallburg gehören allerdings ins Mittelalter. Gleichfalls geborgene Keramikscherben belegen eine Besiedelung bis in das 12. oder 13. Jahrhundert.

## Lage

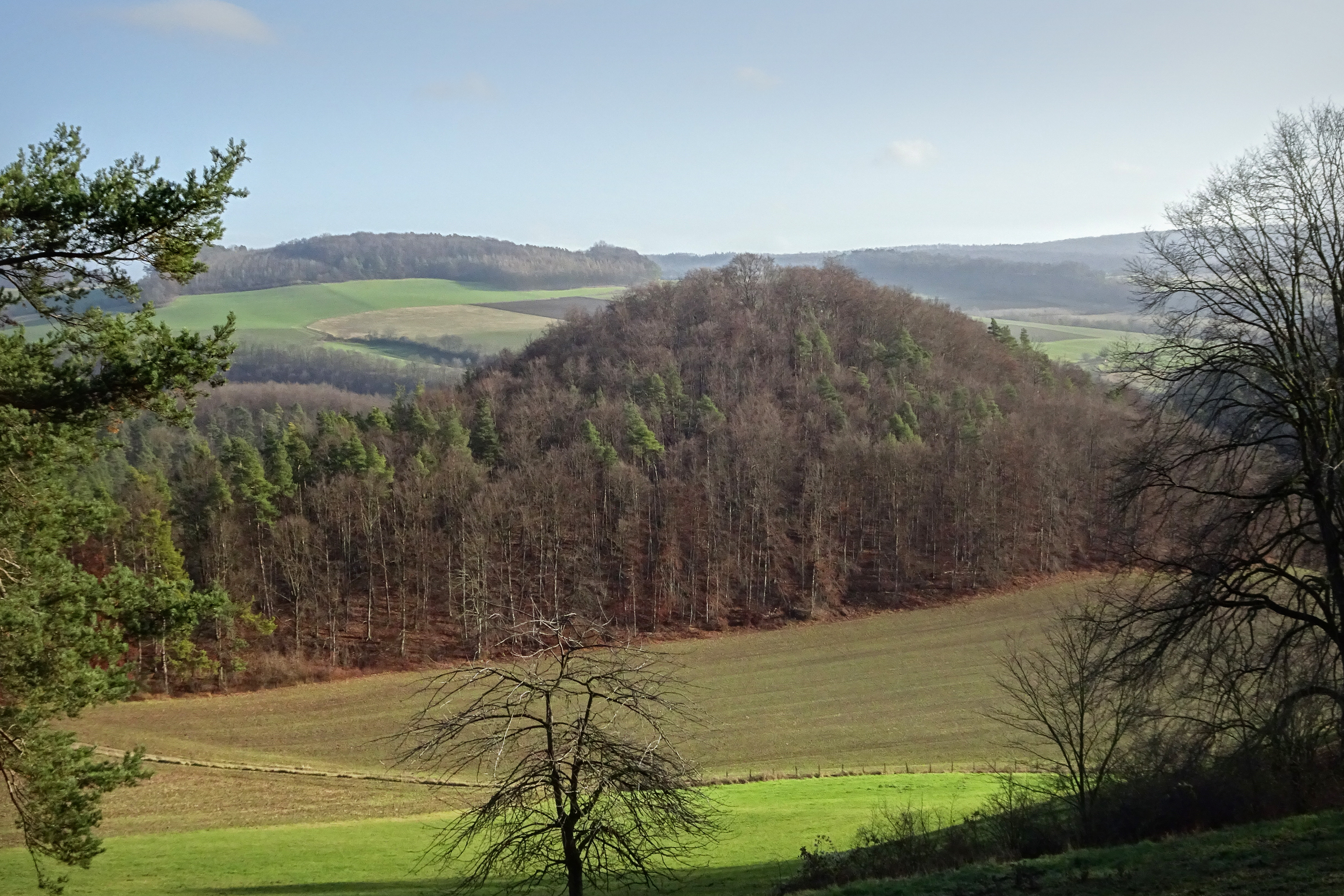
Der Taubenberg aus Südwesten.

Der heute wieder völlig bewachsene Taubenberg, im örtlichen Dialekt „Tubenberg“ genannt, liegt mit einer Höhe von 346,8 m im mittleren Ulfetal, in der Gemarkung Breitau im ehemaligen Altlandkreis Rotenburg.  Nordöstlich liegt der Bergrücken des „Heiligenbergs“ und des „Steins“, die sich unmittelbar links der Ulfe erheben. Markante Berge in Sichtweite sind der 462,6 m hohe „Holstein“ im Nordwesten und der 360,7 m hohe „Iberg“ im Süden. Südlich fließt ein namenloser Bach von West nach Ost der Ulfe zu, wobei er sich zwischen dem nördlichen Ausläufer des Ibergs und dem Taubenberg in einer S-Kurve durch den Höhenzug gebrochen hat.
Naturräumlich wird die Seite östlich der Ulfe dem Südlichen Ringgau zugeordnet, einer Teileinheit der Nordwestlichen Randplatte des Thüringer Beckens, die sich hier vom Nordwesten Thüringens bis nach Hessen erstreckt. Der westlich der Ulfe liegende Bereich mit dem Taubenberg gehört zu dem „Hosbach-Sontra-Bergland“. Es ist eine Teileinheit des Fulda-Werra-Berglandes im Osthessischen Bergland.
Aus naturschutzfachlicher Sicht wird der Taubenberg mit seiner Umgebung als wertvoller Lebensraum besonders geschützt. Der Bereich liegt in der nordwestlichsten der sechs Teilflächen eines Flora-Fauna-Habitats (FFH-Gebiet), das sich mit einer Ausdehnung von rund 20 km Luftlinie von Sontra im Nordwesten bis zu der thüringischen Landesgrenze östlich von Herleshausen erstreckt. Das FFH-Gebiet mit dem Namen „Wälder und Kalkmagerrasen der Ringgau Südabdachung“ hat die Nummer 4926-305 im europaweiten Netz der Natura-2000-Schutzgebiete.
Ein heutiger Zugangsweg befindet sich an der nordwestlichen Seite. Dieser war als flachster zugänglicher Grat mit einem mindestens zweifachen gestaffelten Wall-Grabensystem gesichert und ist in Teilen noch heute sichtbar.

## Geschichte

### Siedlungsgeschichte um den Taubenberg vor dem Burgenbau

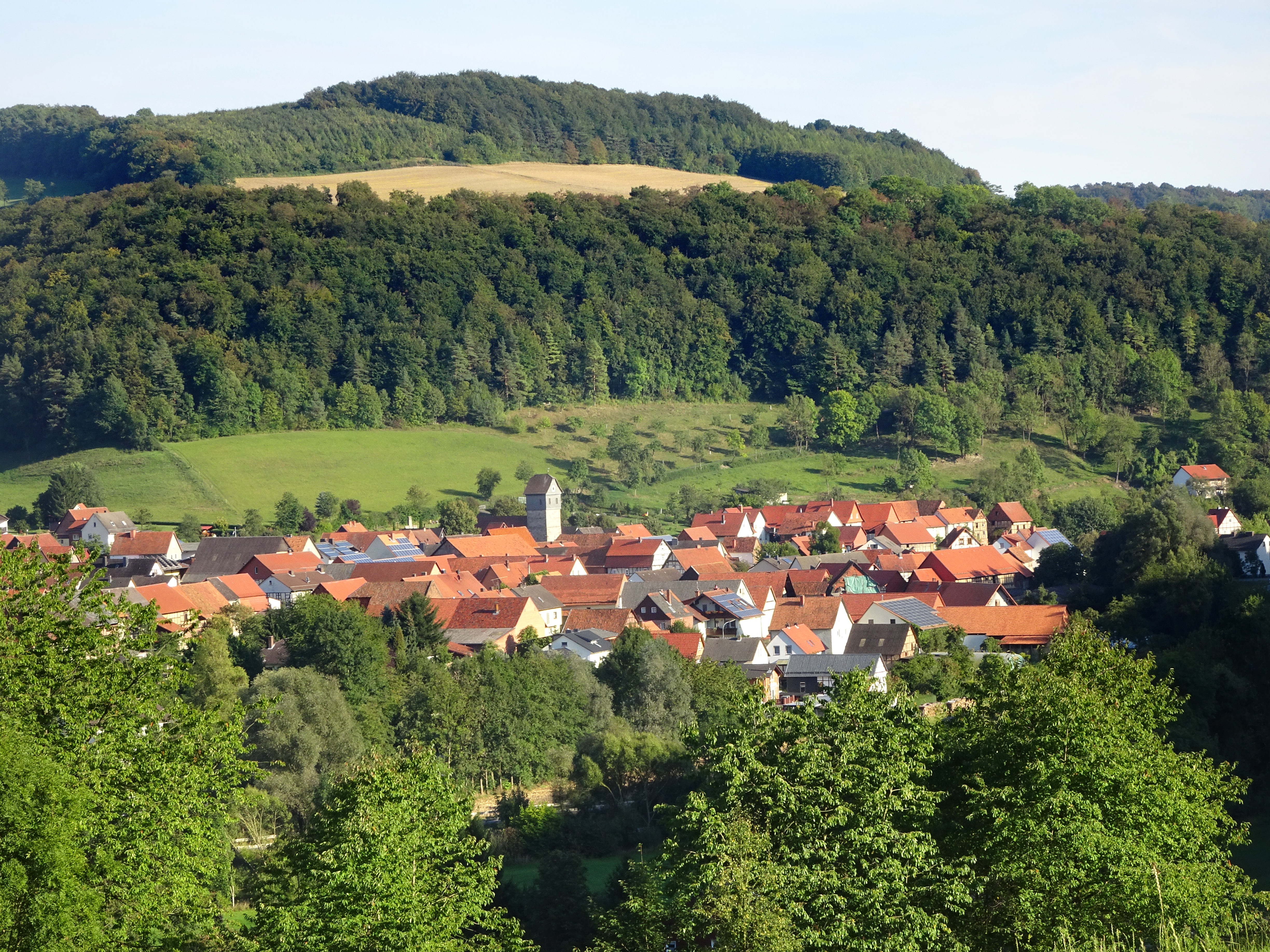
Breitau im Ulfetal. Die Berge im Hintergrund gehören zu den westlichen Ausläufern des Ringgau-Hochplateaus.

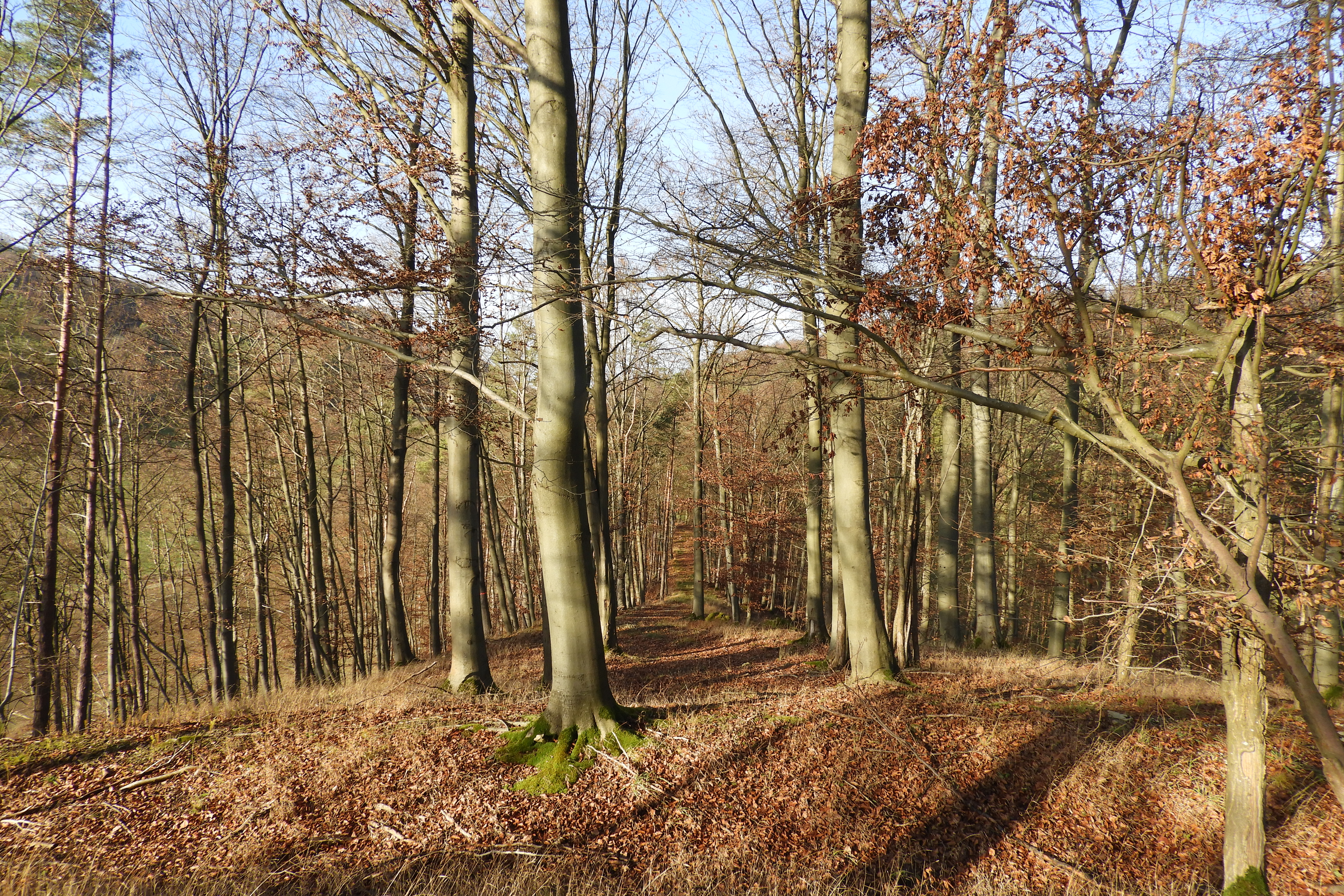
Blick von dem unteren Wall auf den „Ritterpfad“ genannten Zugang an der nordwestlichen Seite. Am Horizont links der Holstein im Nordwesten (links im Bild); getrennt durch einen Talschnitt der Stein im Norden (rechts im Bild).

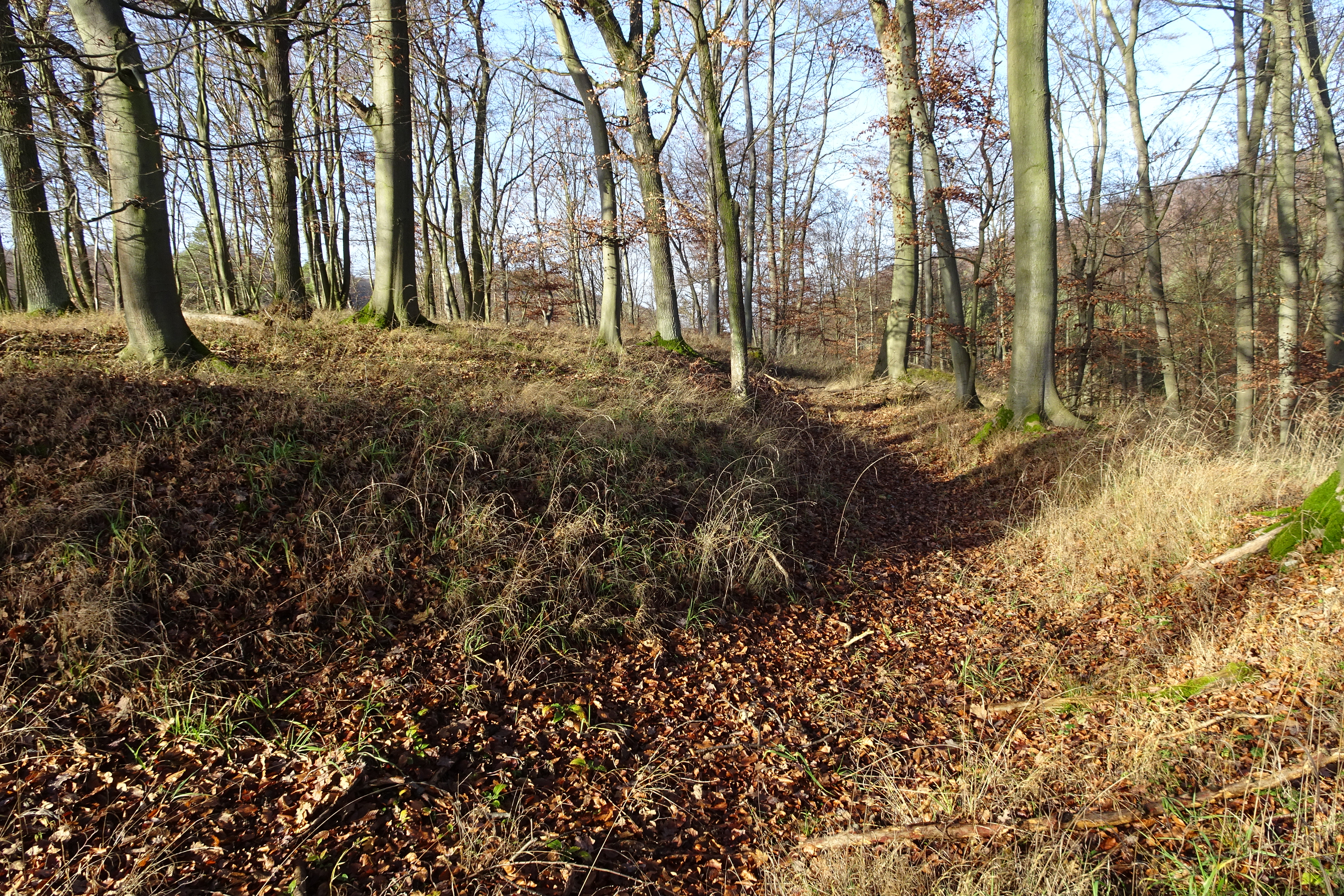
Noch sichtbarer Wall und Graben am südöstlichen Bereich der ehemaligen Burganlage

Zahlreiche, in der Gemarkung Breitaus gefundene Keramikscherben belegen, dass schon in den Jahrhunderten vor Christi Geburt Kelten im Ulfetal lebten.  Ulfetal und Ringgau lagen in der nordöstlichen Randzone ihres Kernlands. In den Jahren um die Zeitenwende wurden die Kelten durch die nach Süden vorrückenden Stämme der Germanen bedrängt und schließlich vertrieben. Keltische Burganlagen, meist als Höhenburgen auf Bergrücken in den Grenzgebieten bezeugen diese Veränderungen. Der Zugang zu keltischen Befestigungen war meist nur über schmale Grate möglich und wurde mit Wall und Graben gesichert. An den Hängen, die nicht steil genug waren, wurden sie zusätzlich durch Trockenmauern abgesichert. Die Form des Taubenbergs entspricht dieser Beschreibung: Das Gipfelplateau fällt nach drei Seiten mehr oder weniger steil ab, ein relativ einfacher Zugang ist nur von Nordwesten über einen schmalen Sporn möglich.
Von den Germanen, als den neuen Zuwanderern, gibt es nur wenig Zeugnisse. Die Region war, wie Ausgrabungsergebnisse bestätigen, der westlichste Teil des Reiches der Thüringer. In dieser Zeit entstanden viele der ältesten Orte und Ortsnamen der Gegend, darunter auch Breitau.
Im Jahr 531 wurden die Thüringer von den fränkischen Königen unterworfen, die erst um 700 damit begannen, das Land mit dem Bau von Burgen und Königshöfen in ihr militärisches Befestigungssystem einzubeziehen. In dieser Zeit erschienen auch die ersten Mönche des um 775 neu gegründeten Klosters Hersfeld, die im Schutze der fränkischen Herrschaft Kirchen, wie die in Breitau, errichteten und eine kirchliche Patronatsorganisation im Ulfetal und dem Ringgau installierten. In Breitau hatten im Mittelalter die Grafen von Ziegenhain das Patronat inne, das ihnen wahrscheinlich von Hersfeld verliehen wurde, da sie auch als Vögte im Dienste Hersfelds standen.
In der Ära steigender Bevölkerungszahlen und sich verbessernder Klimabedingungen wurden im gesamten Reich zahlreiche Höhenburgen erbaut. In der Region errichteten die Grafen von Northeim kurz vor der Jahrtausendwende im Auftrag des deutschen Königs die auf der anderen Seite des Ulfetals liegende Boyneburg, als Zentrum und Stützpunkt des königlichen Besitzes im Ringgau und Ulfetal.

### Frühmittelalter
Die Anlage als Wallburg ohne klar erkennbare Innenbebauung lässt den Schluss der Entstehung im Frühmittelalter als Fluchtburg zu.

### Hochmittelalter
Ein Arbeitskreis aus Historikern und Heimatforschern hatte für eine Ortschronik zum 750-jährigen Jubiläum Breitaus in „detektivischer Kleinarbeit“ versucht, alle verfügbaren Quellen auch zur Burganlage zu erschließen. Dennoch bleiben  Entstehungszeit und die Erbauer der Höhenburg unbekannt.
Bis heute wurden keine Mauerwerksreste gefunden. Das erhärtet die Vermutung einer Flucht- bzw. Wallburg. Eine weitere Möglichkeit wäre, dass die Burg im unausgebauten Zustand wieder aufgegeben wurde. Das würde auch erklären, warum in Urkunden nichts über eine Burg bei Breitau zu finden ist. Für die Bewohner Breitaus und umgebender Siedlungen hätte das Ende der Bauarbeiten in mittelalterlicher Zeit eine Erlösung von den harten, meistens unbezahlten Frondiensten bedeutet.
Bis heute sind auch keine schriftlichen Zeugnisse über den Bauherren bekannt. In der Zeit des 12. und 13. Jahrhunderts, in die die gefundenen Keramikscherben datiert werden, war ein erster Höhepunkt des Burgenbaues. Nach den Erkenntnissen der Heimatforscher hätten von den lokalen Machthabern nur die Grafen von Ziegenhain die Mittel zum Bau einer Burg aufbringen können. Als Vögte der Äbte von Fulda und Hersfeld wurden sie für ihre Dienste mit zahlreichen Gütern und Gerichtsrechten belehnt. Neben ihrem Besitz um die Burg Reichenbach geboten sie über ein Territorium in Mittelhessen und verfügten über Güter in Breitau und anderen Orten der Region. Im Gebiet des Ulfetals waren die Ziegenhainer Lehnsherren auf verschiedenen Ländereien sowie Gerichts- und Patronatsherren.
Im folgenden 13. Jahrhundert beschränkten sich die Grafen von Ziegenhain darauf, ihren Besitz in seinem Bestand zu sichern. Das änderte sich, als kurz nach 1300 Graf Johann I. von Ziegenhain die Regentschaft übernahm und Schritt für Schritt seine Macht erweiterte, was zu Konflikten mit den Landgrafen von Hessen führte. Die Landgrafen versuchten, ihren Herrschaftsbereich im Werraland, in dem sie in der zweiten Hälfte des 13. Jahrhunderts Fuß fassten, zu vergrößern. Durch das Aussterben der Vögte von Sontra konnten sie um 1333 zahlreiche Güter sowie Gerichtsrechte im unteren Ulfetal und im Raum Sontra erwerben. in dieser Zeit erwuchs dem Grafen Johann mit Landgraf Heinrich dem Eisernen von Hessen ein starker und aktiver Kontrahent.
Bei den zielstrebigen Aktionen des Landgrafen würde es nicht überraschen, wenn Graf Johann erwog, nahe Breitau, als Zentrum seiner Güter und Gerichtsherrschaft im Ulfetal, eine Burg zu erbauen. Zudem war er in besonderer Weise bemüht, seine Territorien durch Burgen zu sichern. Allein in Mittelhessen ließ er vier neue Burgen errichten und besetzte sie mit ritterlichen Lensleuten. Da eindeutige urkundliche Zeugnisse nicht aufzufinden sind, bleibt derzeit unklar, ob es die Ziegenhainer oder niederer Ortsadel waren, die eine Burg auf den Taubenberg errichteten oder planten zu errichten.

## Anlage

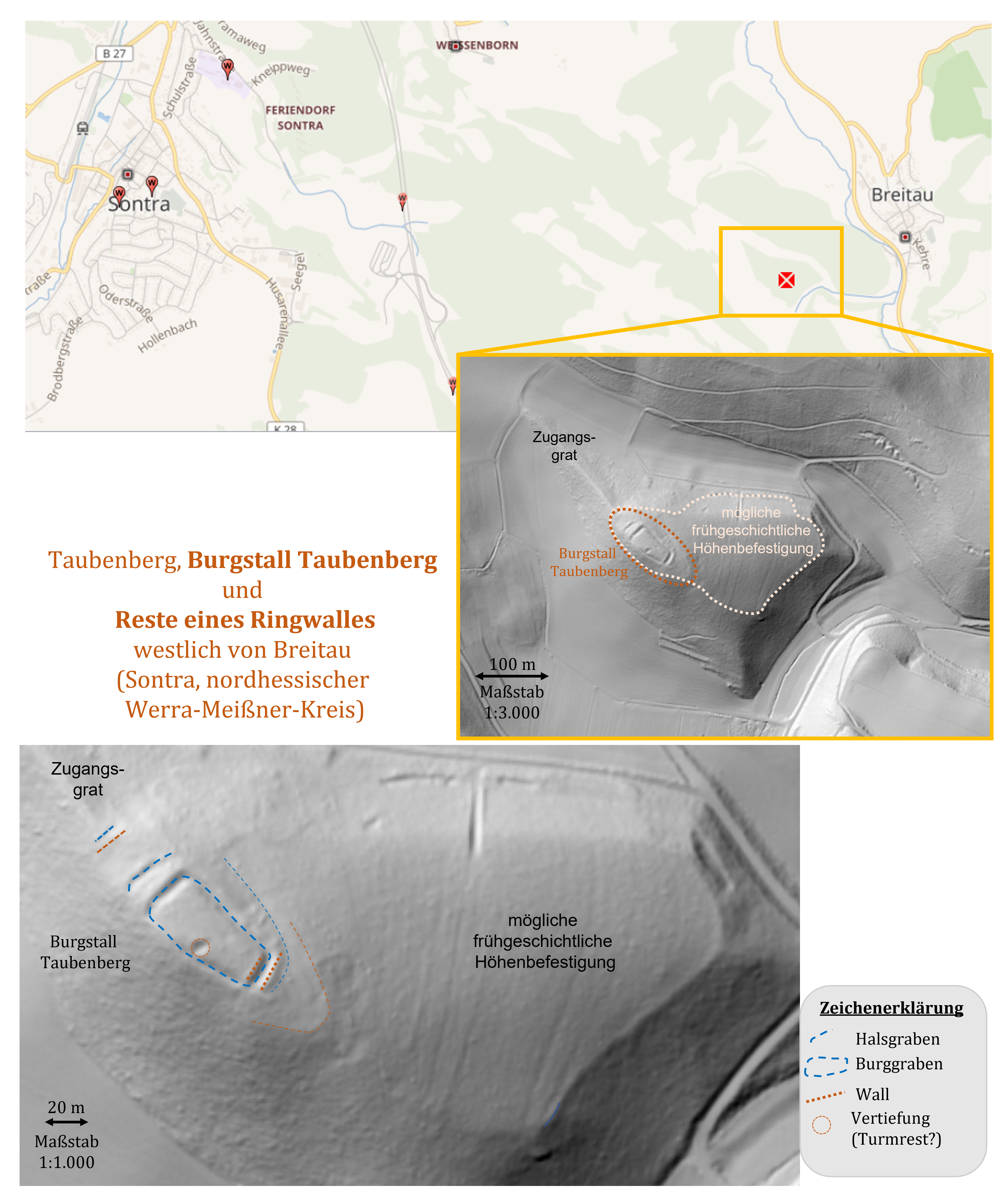
Relief (Lidardaten) und Umzeichnung des Taubenberges, des Burgstalles und des Ringwalles

Auf der höchsten Stelle des Taubenbergs zeichnet sich der Grundriss einer langgestreckten Burganlage ab: Ein dem Gelände angepasstes nahezu rechteckiges Trapez, das an der Längsseite etwa 56 Meter und an den Schmalseiten 24 (Nordwesten) und 17 Meter (Südosten) misst. Die Fläche wird umgrenzt von mindestens einem Graben mit einem vorgelagerten Wall. Nach Nordwesten besteht eine gestaffelte Folge von zwei bis drei Wällen und Gräben zur Sicherung gegen die leichteste Annäherungsrichtung über den Berggrat.
Die leicht gewölbte Oberfläche im Inneren besteht aus verwittertem Muschelkalk und erweckt den Eindruck, dass sie unverändert geblieben ist. Eine Ausnahme bildet eine kreisförmige Vertiefung an der südwestlichen Längsseite. Der „Arbeitskreis Chronik“ nimmt an, dass hier eine Zisterne angelegt werden sollte, denn Wasservorräte waren für Maurerarbeiten unverzichtbar. Die Versturzfläche bzw. nahezu quadratische Absenkung lässt auch den Rückschluss auf den Keller eines bergfriedähnlichen Gebäudes (Wohnturm) zu, wie er für viele frühe Burgställe typisch ist.
Gefundene Bruchstücke von Keramiken, die aus dem 12. und 13. Jahrhundert stammen, bestätigten die Vermutung, dass die Anlage in mittelalterlicher Zeit weiter oder erneut besiedelt war.
Die im Reliefbild markierte Fläche eines möglichen, den Funden nach, vorgeschichtlichen Ringwalles, der den Burgstall einschließend, nahezu das gesamte Plateau des Taubenberges eingenommen hätte und sich im Norden bis an den Fuß des Berges verfolgen lässt, ist nur im Südosten noch als Geländekante sichtbar.

## Denkmalschutz
Der Burgstall ist ein Bodendenkmal nach dem Hessischen Denkmalschutzgesetz. Nachforschungen und gezieltes Sammeln von Funden sind genehmigungspflichtig, Zufallsfunde an die Denkmalbehörden zu melden.

## Sonstiges
Südlich der Burg befinden sich mehrere Wüstungen wie Hatzenbach, Melmenkirche und Brüncherode. Ob ein Zusammenhang besteht, ist nicht klar. In allen Bereichen einschließlich des Burgstalles fanden noch keine tiefergreifenden archäologischen Untersuchungen statt.